# JoJo's Bizarre Adventure: Stardust Crusaders
JoJo's Bizarre Adventure: Stardust Crusaders (Japonés: ジョジョの奇妙な冒険 スターダストクルセイダース, Hepburn: JoJo no Kimyō na Bōken Sutādasuto Kuruseidāsu) es la segunda temporada del anime JoJo's Bizarre Adventure por David Production, basado en la serie de manga del mismo nombre por Hirohiko Araki. Es la segunda adaptación animada de la tercera parte del manga, Stardust Crusaders.
La serie fue transmitida con 48 episodios, divididos en dos partes que constan de 24 episodios cada una. La primera parte se emitió en Tokyo MX entre el 5 de abril de 2014 y el 13 de septiembre de 2014, también se distribuyó en MBS, Animax y otros canales. La segunda parte, subtitulada «Battle in Egypt» (エジプト編, Ejiputo-hen), emitida entre el 10 de enero de 2015 y el 20 de junio de 2015. La serie se transmitió simultáneamente fuera de Asia en los servicios de streaming de Crunchyroll. Un avance del doblaje en Inglés de los primeros 3 episodios fue transmitido en Crunchyroll el 5 de julio de 2014.

## Argumento
En 1983, DIO, el enemigo de Jonathan Joestar, el cual había poseído el cuerpo de Jonathan, emerge desde el fondo del Océano Atlántico. A medida que DIO desarrolla una manifestación de energía vital conocida como Stand, los descendientes de Jonathan, Joseph Joestar, Jotaro Kujo, y Holly Kujo, también desarrollan Stands. En 1987, Holly no puede controlar su Stand y se estima que le quedan cincuenta días de vida. Jotaro, Joseph, y junto con otros usuarios de Stand, Muhammad Avdol y Noriaki Kakyoin, viajan de Japón a Egipto para encontrar y matar a DIO, lo que liberará a Holly. Debido a que están siendo atacados por varios asesinos de usuarios de Stand, el grupo no puede viajar a Egipto en avión comercial. El grupo se une más tarde a Jean Pierre Polnareff, un ex asesino de DIO que descubre que DIO está contratando al asesino de la hermana de Polnareff, junto con el perro usuario de Stand, Iggy. Con la ayuda de Kakyoin, quien revela la naturaleza del Stand The World que detiene el tiempo de DIO en sus últimos momentos, Jotaro mata a DIO en Egipto, lo que permite que Holly se recupere.

## Reparto
| Personaje             | Japonés                 | Inglés                    | Latino                     | Español                     |
| --------------------- | ----------------------- | ------------------------- | -------------------------- | --------------------------- |
| Jotaro Kujo           | Daisuke Ono             | Matthew Mercer            | Irwin Daayán               | Nacho de Porrata            |
| Jotaro Kujo           | Natsumi Takamori (Niño) | Dorothy Elias-Fahn (Niño) | Mateo Mendoza (Niño)       | Julia Chalmeta (Niño)       |
| Joseph Joestar        | Unshō Ishizuka          | Richard Epcar             | Raúl Anaya                 | Ramón Rocabayera            |
| Muhammad Avdol        | Kenta Miyake            | Chris Tergliafera         | Alan Bravo                 | Hermógenes Alonso           |
| Noriaki Kakyoin       | Daisuke Hirakawa        | Kyle Hebert               | Hector Emmanuel Gómez      | Xadi Mouslemeni Mateu       |
| Jean Pierre Polnareff | Fuminori Komatsu        | Doug Erholtz              | Miguel Ángel Leal          | Enrique Hernández           |
| Jean Pierre Polnareff | Ayumi Fujimura (Niño)   | Erica Mendez (Niño)       | Mariana Ortiz (Niño)       | Anna Romano (Niño)          |
| Iggy                  | Misato Fukuen           | Derek Stephen Prince      | Angélica Villa             | Rosa Moyano                 |
| Anne                  | Rie Kugimiya            | Ryan Bartley              | Angélica Villa             | Nuria Samsó                 |
| Holy Kujo             | Reiko Takagi            | Julie Ann Taylor          | Jessica Ángeles            | Anna Romano                 |
| Suzi Q                | Sachiko Kojima          | Philece Sampler           | Ximena de Anda             | Esperanza Gracia            |
| Roses                 | Motomu Kiyokawa         | Kevin Brief               | Jorge Badillo              | Jordi Pineda                |
| DIO                   | Takehito Koyasu         | Patrick Seitz             | Marc Winslow               | Carlos Sianes               |
| Enya la Anciana       | Reiko Suzuki            | Barbara Goodson           | Magda Giner                | Julia Chalmeta              |
| Vanilla Ice           | Shō Hayami              | Jalen K. Casell           | Idzi Dutkiewicz            | Juan Miguel Díez            |
| Gray Fly              | Katsumi Chō             | Jay Preston               | José Luis Orozco           | Xadi Mouslemeni Mateu       |
| "Capitán Tenille"     | Tesshō Genda            | Michael McConnohie        | Michael McConnohie         | Eduardo Díez                |
| Forever               | Kappei Yamaguchi        | Kappei Yamaguchi          | Kappei Yamaguchi           | Kappei Yamaguchi            |
| Devo                  | Shōto Kashii            | Edward Bosco              | Óscar López                | Ángel del Río               |
| Rubber Soul           | Shinji Kawada           | Ray Chase                 | Daniel Lacy                | Ángel del Río               |
| Hol Horse             | Hidenobu Kiuchi         | Imari Williams            | Carlo Vázquez              | Juan Miguel Díez            |
| J. Geil               | Yoshito Yasuhara        | Tom Fahn                  | César Garduza              | Francesc Rocamora           |
| Nena                  | Satsuki Yukino          | Dorothy Elias-Fahn        | Monserrat Mendoza          | Tatiana Supervía            |
| ZZ                    | Masami Iwasaki          | David Vincent             | Emmanuel Bernal            | Francesc Rocamora           |
| Steely Dan            | Daisuke Kishio          | Grant George              | Gabo Juárez                | Artur Rius                  |
| Mannish Boy           | Ikue Ōtani              | Tara Sands                | Jocelyn Robles             | Rosa Moyano                 |
| Cameo                 | Kinryū Arimoto          | Stephen Mann              | Armando Coria              | Ángel del Río               |
| Sherry Polnareff      | Yuka Komatsu            | Erika Harlacher           | Alessia Becerril           | Anna Romano                 |
| Midler                | Aya Hisakawa            | Karen Strassman           | Jahel Morga                | Marta Estrada (Episodio 23) |
| Midler                | Aya Hisakawa            | Karen Strassman           | Jahel Morga                | Anna Romano (Episodio 24)   |
| N'Doul                | Kentarō Itō             | Greg Chun                 | Christian Strempler        | Juan Miguel Díez            |
| Boingo                | Motoko Kumai            | Jessica Gee               | Jared Mendoza              | Marta Estrada               |
| Oingo                 | Makoto Yasumura         | Joe Zieja                 | Ismael Verástegui          | Ángel del Río               |
| Anubis                | Yasunori Matsumoto      | Brad Venable              | Ismael Verástegui          | Eduardo Díez                |
| Chaka                 | Anri Katsu              | Khoi Dao                  | Armando Guerrero           | Daniel Oliver               |
| Khan                  | Hidenari Ugaki          | Joshua Tomar              | Miguel de León             | Ángel del Río               |
| Mariah                | Ayahi Takagaki          | Lauren Landa              | Carla Castañeda            | Rosa Moyano                 |
| Alessi                | Masaya Onosaka          | Jon Allen                 | Daniel Lacy                | Artur Rius                  |
| Daniel J. D'Arby      | Banjō Ginga             | Cam Clarke                | Roberto Mendiola           | Eduardo Díez                |
| Terence T. D'Arby     | Junichi Suwabe          | Xander Mobus              | Fabián Rétiz               | Ángel del Río               |
| Kenny G.              | Junichi Yanagita        | Jonathan Fahn             | N/A                        | N/A                         |
| Nukesaku              | Tōru Nara               | Arnie Pantoja             | César Garduza              | Daniel Oliver               |
| Nukesaku              | Hibiku Yamamura (Mujer) | ¿?                        | Alessia Becerril (Mujer)   | Ana Romano (Mujer)          |
| Wilson Phillips       | Chō                     | Jonathan Fahn             | Santos Alberto             | Francesc Rocamora           |
| Narrador              | Tōru Ōkawa              | David Vincent             | Osvaldo Trejo (eps. 01-04) | Tasio Alonso                |
| Narrador              | Tōru Ōkawa              | David Vincent             | Tommy Rojas                | Tasio Alonso                |

## Producción
A pesar de que haya sido mostrada en los créditos de cierre del final de la primera temporada, la segunda temporada de la serie de anime de JoJo fue oficialmente anunciado en octubre de 2013. David Production reveló que, al igual que con los diferentes estilos artísticos que usaron para la primera temporada, que cubrieron los arcos Phantom Blood y Battle Tendency, intentarían un nuevo estilo artístico con la temporada Stardust Crusaders. Takehito Koyasu repite su rol como DIO de la temporada anterior y Daisuke Ono repite su papel como Jotaro Kujo del videojuego JoJo's Bizarre Adventure: All Star Battle, sin embargo, todos los otros personajes recibieron nuevos actores de doblaje.

### Música
El tema de apertura para la primera mitad de la temporada es "Stand Proud", interpretada por Jin Hashimoto, mientras que el tema de cierre es la canción de 1986, "Walk Like an Egyptian" por la banda estadounidense the Bangles. La saga de Egipto tuvo un nuevo tema musical, con el tema de apertura cambiado a "JoJo Sono Chi no Kioku ~end of THE WORLD~" (ジョジョ その血の記憶～end of THE WORLD～, traducida como "JoJo, That Blood's Memories ~End of the World~"), por JO☆STARS ~TOMMY,Coda,JIN~, mientras que el tema de cierre fue cambiado a la canción de la banda estadounidense de jazz fusión Pat Metheny Group, "Last Train Home". Y la composición ahora es hecha por Yūgo Kanno, quien sería el compositor actual del anime desde esta adaptación.

## Episodios

### Stardust Crusaders(2014)
| N.º en serie | N.º en temp. | Título | Dirigido por                      | Escrito por       | Fecha de emisión original |
| --- | ------------ | --- | --------------------------------- | ----------------- | ------------------------- |
| 27 | 1            | «El hombre poseído por un espíritu maligno» Transcripción: «Akuryō ni Toritsukareta Otoko» (en japonés: 悪霊にとりつかれた男) | Naokatsu Tsuda                    | Yasuko Kobayashi  | 5 de abril de 2014        |
| En los años 1880, el vampiro DIO, enemigo de la familia Joestar, posee el cuerpo del difunto Jonathan Joestar y sobrevive escondiéndose en un féretro durante cien años. En 1983, el féretro que contenía a DIO es recuperado de las profundidades del Océano Atlántico. Durante 1986 y 1987, manifestaciones de la energía vital conocidas como Stands surgen en Joseph Joestar, nieto de Jonathan Joestar y su tataranieto Jotaro Kujo. En Japón en 1987, Jotaro se encarceló voluntariamente, rehusándose a salir, ya que cree que su Stand, Star Platinum, es un espíritu maligno que lo está poseyendo. Joseph vuela desde Nueva York con su amigo, el usuario de Stand egipcio Muhammad Avdol, para persuadir a Jotaro de su celda. El Stand de Avdol, Magician's Red desafía a Jotaro, lo que causa que Star Platinum aparezca. Cuando Jotaro abandona su celda, Joseph le cuanta sobre DIO y los Stands y sobre como DIO es la causa probable del surgimiento de sus Stands. En otra parte, DIO percibe la presencia de los Joestars y decide acabar con ellos. |              | |                                   |                   |                           |
| 28 | 2            | «¡¿Quién será el juez?!» Transcripción: «Sabaku no wa Dare da!?» (en japonés: 裁くのは誰だ!?)                                 | Yūta Takamura                     | Yasuko Kobayashi  | 12 de abril de 2014       |
| DIO le ordena a Noriaki Kakyoin, un estudiante transferido recientemente, que mate a Jotaro. Mientras Jotaro camina a su escuela, el Stand de Kakyoin, Hierophant Green causa un corte profundo en la pierna de Jotaro. Jotaro termina cayendo por las escaleras, pero logra disminuir el impacto de la caída al sujetarse de una rama con su Stand. Posteriormente, mientras Jotaro se dirige a la enfermería para que su herida sea tratada, Hierophant Green posee al cuerpo de la enfermera. La enfermera apuñala a uno de los estudiantes con un bolígrafo antes de ir a por Jotaro con una fuerza inhumana. Jotaro usa Star Platinum para sacar a Hierophant Green del cuerpo de la enfermera, dejándola con heridas internas. Star Platinum desvía la habilidad de Hierophant Green, Emerald Splash, y golpea al Stand hasta que Kakyoin cayera inconsciente. Después de dejar a la enfermera herida en la facultad de su escuela, Jotaro decide llevarlo con él de regreso a casa. Joseph explica que Kakyoin es una marioneta de DIO y que probablemente morirá en unos días, a causa de una cosa implantada en la frente de Kakyoin. |              | |                                   |                   |                           |
| 29 | 3            | «La maldición de DIO» Transcripción: «DIO no Jubaku» (en japonés: DIOの呪縛)                                                  | Toshiyuki Katō                    | Yūta Takamura     | 19 de abril de 2014       |
| Joseph revela que el objeto que Kakyoin tiene en la frente es un “brote de carne” que perfora directamente en su cerebro, haciendo que jure lealtad a DIO. Determinado en salvar a Kakyoin, Jotaro usa Star Platinum para remover el brote de carne del cerebro de Kakyoin, mientras que Joseph lo destruye. Al día siguiente, un Stand emerge en la madre de Jotaro, Holly Kujo, sin embargo, ella no tiene suficiente fuerza para controlarlo. Avdol estima que ella sólo tiene 50 días de vida. Viendo que matar a DIO es la única manera para salvar a Holly, Jotaro usa la precisión de Star Platinum para analizar una nueva “foto espiritual” de DIO tomada con el Stand de Joseph, Hermit Purple. Basado en la imagen de una mosca particular que Star Platinum dibujo, Avdol deduce que DIO está en la región Asuán de Egipto. Kakyoin decide unirse al grupo debido a una sensación de deuda hacia Jotaro por salvar su vida. Mientras el grupo toma un vuelo hacia Egipto, DIO, usando un poder de Stand, toma una foto espiritual, la cual le muestra al grupo en su camino a Egipto. Joseph y Jotaro perciben la presencia de DIO, sospechando que tal vez haya un usuario de Stand a bordo. |              | |                                   |                   |                           |
| 30 | 4            | «Tower of Gray» Transcripción: «Tawā Obu Gurē» (en japonés: 灰の塔)                                                           | Jirō Fujimoto                     | Shōgo Yasukawa    | 26 de abril de 2014       |
| Un pequeño y rápido Stand con forma de un ciervo volante llamado Tower of Gray, el cual es responsable por causar asesinatos en masa que lucen como accidentes trágicos, mata de manera repentina a una fila de pasajeros, y usa la lengua de los cuerpos para escribir la palabra “Masacre”. Antes de que un pasajero anciano alarmará a los demás, Kakyoin lo noquea. Kakyoin usa el Emerald Splash de su Stand para impalar a Tower of Gray usando los tentáculos de Hierophant Green escondidos debajo de los asientos. Cuando Hierophant Green destruye a Tower of Gray, su usuario Gray Fly, el anciano de antes, es mortalmente herido. Joseph descubre que los pilotos fueron asesinados, pero el aterriza el avión de manera segura frente a la costa de Hong Kong. El grupo se da cuenta de que deben encontrar una forma alternativa para llegar a Egipto que no ponga en riesgo vidas inocentes y deciden viajar por el mar. Mientras el grupo come en un restaurante, son interrumpidos por un turista francés llamado Jean Pierre Polnareff, quien pronto se revela como el usuario del Stand Silver Chariot y como uno de los subordinados de DIO. |              | |                                   |                   |                           |
| 31 | 5            | «Silver Chariot» Transcripción: «Shirubā Chariottsu» (en japonés: 銀の戦車)                                                   | Kenichi Suzuki                    | Yasuko Kobayashi  | 3 de mayo de 2014         |
| Silver Chariot pelea contra Magician's Red en el jardín del bálsamo del tigre. Tanto Polnareff como Silver Chariot están envueltos en llamas. Antes de que el grupo pudiera celebrar, Polnareff hace que Silver Chariot se despoje de su armadura protectora, lo que le permite moverse aún más rápido y producir imágenes de sombra y atacar desde múltiples ángulos. Avdol vence a los clones usando la técnica especial de Magician's Red, Cross Fire Hurricane con múltiples llamas para distraer a los señuelos, antes de atacar a Polnareff directamente desde el subsuelo con una llama más grande. Polnareff admite su derrota y se resigna a ser consumido por las llamas. Al darse cuenta de su caballerosidad, Avdol libera a Polnareff de las llamas, mientras que Jotaro usa a Star Platinum para extraer el brote de carne que estaba controlando a Polnareff. Mientras el grupo se dirige al barco que alquilaron de la Fundación Speedwagon, Polnareff aparece y revela que su verdadero objetivo es encontrar y matar a un usuario de Stand con dos manos derechas, el cual violó y asesinó a su hermana menor, Sherry Polnareff. Él fue persuadido por DIO cuando le prometió ayudarlo a encontrar al culpable. Al enterarse de que el culpable probablemente sea alguien contratado por DIO, Polnareff decide unirse al grupo Joestar en su trayecto a Egipto. |              | |                                   |                   |                           |
| 32 | 6            | «Dark Blue Moon» Transcripción: «Dāku Burū Mūn» (en japonés: 暗青の月)                                                        | Hirofumi Ogura                    | Shinichi Inotsume | 10 de mayo de 2014        |
| El grupo Joestar comienza su viaje de tres días hacia Singapur, pero descubren a bordo a una joven polizón llamada Anne. Anne salta por la borda y un tiburón la amenaza, pero Jotaro la rescata. Una Stand marítimo se acerca al barco. El grupo Joestar sospecha que Anne es una usuaria de Stand que trabaja para DIO, pero Jotaro expone al capitán del barco como un impostor. El impostor finalmente revela a su Stand, Dark Blue Moon y lo utiliza para tomar a la chica como rehén, y desafía a Jotaro a pelear contra él en el océano, donde él tendría la ventaja. Star Platinum vence a Dark Blue Moon antes de alcanzar el océano. Sin embargo, bellotas de mar aparecen en Star Platinum y se esparcen sobre el, drenando su fuerza y causando que Jotaro caiga al océano, donde Dark Blue Moon creó un remolino lleno de escamas filosas. Jotaro se mantiene débil, lo que le permite a Star Platinum concentrar su fuerza y contraatacar con su técnica Star Finger, derrotando al Stand. Repentinamente, varias bombas colocadas explotan a bordo, lo que obliga al grupo y a los compañeros de tripulación a escapar en botes salvavidas de emergencia. Después de pedir ayuda, un gran carguero se acerca a los barcos. |              | |                                   |                   |                           |
| 33 | 7            | «Strength» Transcripción: «Sutorengusu» (en japonés: 力)                                                                      | Mitsuhiro Yoneda                  | Kazuyuki Fudeyasu | 17 de mayo de 2014        |
| A bordo del carguero, la única forma de vida es un orangután llamado Forever, cuyo Stand, Strength, es el mismo carguero. Forever asesina a los marineros y acorrala a Anne en la ducha. Jotaro salva a Anne y lucha contra Forever, pero es atacado por varias partes del barco. Luego, Forever atrapa al grupo Joestar dentro de las partes de la nave, pero Jotaro se burla de él y luego Star Platinum lanza el botón de la chaqueta de Jotaro en el cráneo de Forever con Star Finger, luego mata a Forever. Strength pierde su forma, lo que obliga a Jotaro y a los demás a escapar a los botes salvavidas mientras el barco regresa a su forma original de un pequeño bote. Al enterarse de la derrota de Forever, la consejera de DIO, Enya la Anciana, la cual tiene dos manos derechas, le asegura a DIO que todavía quedan otros seis usuarios de Stand, incluido su hijo, para enfrentar a los Joestars. En Singapur, el grupo Joestar decide quedarse en un hotel para planificar la siguiente etapa de su viaje. |              | |                                   |                   |                           |
| 34 | 8            | «Devil» Transcripción: «Debiru» (en japonés: 悪魔)                                                                            | Yasufumi Soejima                  | Shinichi Inotsume | 24 de mayo de 2014        |
| El grupo Joestar se registra en un hotel con Anne, pero cuando Polnareff entra en su habitación, él se da cuenta de que uno de los mercenarios de DIO, Devo el maldito, se esconde en su refrigerador. Polnareff derrota fácilmente a Devo, quien se tira por el balcón del hotel y desaparece. Polnareff informa a Avdol y Joseph de la situación y hace arreglos para reagruparse con ellos más tarde. En su habitación, Polnareff de repente recibe un corte en la pierna y está atado a la parte inferior de su cama. Se revela que el culpable es un muñeco que Devo poseía usando su Stand Ebony Devil. Polnareff lucha contra el muñeco con dificultades, ya que Silver Chariot no puede atacar con precisión en áreas que Polnareff no puede ver. Polnareff ataca al muñeco con precisión usando los reflejos de las piezas de un espejo que rompió antes. Incapaz de aprender nada de su oponente, Polnareff corta al muñeco en pedazos, lo que a su vez mata a Devo, que había estado controlando su Stand desde dentro del hotel. Mientras Polnareff trata con las autoridades, Joseph usa Hermit Purple en el televisor de su habitación, cambiando rápidamente de canal para revelar un mensaje oculto que les advierte que Kakyoin es un sirviente de DIO. |              | |                                   |                   |                           |
| 35 | 9            | «Yellow Temperance» Transcripción: «Ierō Tenparansu» (en japonés: 黄の節制)                                                   | Jirō Fujimoto Hitomi Ezoe         | Kazuyuki Fudeyasu | 31 de mayo de 2014        |
| Rubber Soul, uno de los mercenarios de DIO, usa su Stand Yellow Temperance, parecido a una masa pegajosa y gomosa, para disfrazarse como Kakyoin. Mientras los dos llevan su lucha a los teleféricos, Yellow Temperance comienza a consumir el cuerpo de Jotaro. Jotaro derrota a Rubber Soul arrastrándolo hacia el mar, lo que obliga a Rubber Soul a bajar la guardia de Yellow Temperance para respirar y dejarlo expuesto a un ataque físico directo. Rubber Soul luego revela que los próximos asesinos de DIO son la Muerte, la Emperatriz, el Emperador y el Colgado; el último de los cuales es usado por J. Geil, el hombre con dos manos derechas. Rubber Soul hace un último ataque desesperado contra Jotaro usando Yellow Temperance para empujar a Jotaro hacia el desagüe, pero Star Platinum golpea el desagüe, aumentando la presión del agua para que la alcantarilla golpee a Rubber Soul. Jotaro se reincorpora al grupo mientras continúan su viaje a India. Sin que el grupo Joestar lo sepa, Anne los sigue en el siguiente vagón de pasajeros. |              | |                                   |                   |                           |
| 36 | 10           | «Emperor y Hanged Man, parte 1» Transcripción: «Enperā to Hangudoman Sono 1» (en japonés: 皇帝と吊られた男 その1)             | Toshiyuki Katō                    | Yasuko Kobayashi  | 7 de junio de 2014        |
| El grupo Joestar llega a Calcuta, que presenta un choque cultural considerable. Polnareff ve al Stand de J. Geil, Hanged Man, en el espejo del baño de un restaurante. Él destruye el espejo antes de que el Stand se pudiera acercar. Posteriormente, él decide que debe perseguir a J. Geil por su cuenta, a pesar de las advertencias de Avdol de que deberían permanecer juntos. En otro lugar, Hol Horse, otro mercenario contratado por DIO, hace equipo con J. Geil para asesinar a Polnareff. Al día siguiente, Polnareff encuentra a J. Geil con Hol Horse, pero J. Geil desaparece cuando el cielo lluvioso se aclara. Hol Horse usa su Stand, Emperor, el cual toma forma de un revólver, para disparar a Polnareff y ya que la bala forma parte del Stand, logra esquivar a Silver Chariot. Justo cuando la bala está a punto de alcanzar a Polnareff, Avdol llega y lo empuja al suelo. Avdol intenta derretir la bala con Magician's Red. Hanged Man se manifiesta en la reflexión de un charco y apuñala a Avdol en la espalda, permitiendo a la bala le dé en la frente. Kakyoin y Polnareff lloran por la muerte de Avdol. |              | |                                   |                   |                           |
| 37 | 11           | «Emperor y Hanged Man, parte 2» Transcripción: «Enperā to Hangudoman Sono 2» (en japonés: 皇帝と吊られた男 その2)             | Shunsuke Machiya Toshiyuki Katō   | Yasuko Kobayashi  | 14 de junio de 2014       |
| J. Geil provoca a Polnareff para que ataque a su Stand dentro de una ventana de vidrio, usando los fragmentos de vidrio rotos para inmovilizarlo, pero Kakyoin convence a Polnareff de escapar en un automóvil. Después de darse cuenta de que Hanged Man está en el auto, chocan el vehículo. Se dan cuenta de que Hanged Man es en realidad un Stand de luz que salta entre superficies reflectantes. Hanged Man salta al reflejo de los ojos de un niño y luego a los mendigos cercanos, atrapando a Polnareff y Kakyoin dentro del grupo de mendigos. Sin embargo, Kakyoin lanza una moneda de oro brillante en el aire, atrayendo la mirada de todos, junto con Hanged Man, hacia ella, lo que permite que Silver Chariot derrote a Hanged Man y mate a J. Geil. Cuando Hol Horse se da cuenta de que J. Geil está muerto, intenta escapar, pero es atrapado por Jotaro y Joseph, quienes, según Joseph, acaban de enterrar a Avdol. Polnareff se prepara para matar a Hol Horse, pero Nena, la amante de Hol Horse, lo detiene, lo que permite que Hol Horse escape. Después de tratar las heridas de Nena, Joseph recomienda al grupo a continuar su viaje hacia Egipto, sin saber que una gota de sangre de Nena ha provocado la aparición de un misterioso brote en su brazo.                                                                                            |              | |                                   |                   |                           |
| 38 | 12           | «Empress» Transcripción: «Enpuresu» (en japonés: 女帝)                                                                        | Satoshi Ōsedo                     | Shōgo Yasukawa    | 21 de junio de 2014       |
| El grupo Joestar, junto con Nena, viajan en bus hacia Benarés Cuando el doctor de la clínica intenta cortar el brote de Joseph, el brote crece una cara y mata al doctor con su bisturí, revelándose como el Stand Empress. Empress alerta a los policías e involucra a Joseph en el asesinato del doctor. Joseph intenta luchar contra Empress, pero no se ve afectada por sus técnicas de Hamon. Empress detiene a Joseph, pero él usa Hermit Purple para liberarse y buscar al usuario de Stand, mientras el brote se vuelve más grande y fuerte. Joseph sumerge su brazo en un barril que contiene alquitrán de hulla. A pesar de que el Stand no puede ser asfixiado, el alquitrán de hulla se solidifica a su alrededor y Joseph usa Hermit Purple para destrozar a Empress. Cerca de allí, la usuaria de Empress, Nena, también es destrozada debido a la destrucción de su Stand. |              | |                                   |                   |                           |
| 39 | 13           | «Wheel of Fortune» Transcripción: «Howīru Obu Fōchun» (en japonés: 運命の車輪)                                                | Jin Tamamura                      | Shōgo Yasukawa    | 28 de junio de 2014       |
| Mientras conducían hacia Pakistán, el grupo se encuentra con Anne haciendo autoestop y, de mala gana, la llevan con ellos. Continuando su viaje, un auto rojo juega un juego de persecución con ellos y finalmente los empuja por un precipicio. Kakyoin usa Hierophant Green para enganchar un cable al otro automóvil. Jotaro usa Star Platinum para llevarlos a un lugar seguro, derribando el otro auto por el acantilado en el proceso. En ese momento, una voz proviene de la radio de su propio auto, revelando que el auto rojo es el Stand Wheel of Fortune, el cual emerge del suelo y destruye el auto del grupo Joestar. Se transforma, persiguiéndolos y empapándolos con proyectiles de gasolina. El usuario de Wheel of Fortune, ZZ, usa las chispas de su auto para intentar prenderle fuego a Jotaro. Sin embargo, Jotaro evita las llamas usando Star Platinum para excavar bajo tierra, destruir Wheel of Fortune y enviar a ZZ a la intemperie. Después de encadenar a ZZ a una roca, el grupo toma su automóvil, que había vuelto a su forma original en ruinas, y continúa su viaje. Enya decide confrontar al grupo personalmente con su Stand, Justice. |              | |                                   |                   |                           |
| 40 | 14           | «Justice, parte 1» Transcripción: «Jasutisu Sono 1» (en japonés: 正義 その1)                                                  | Hirokazu Yamada                   | Shinichi Inotsume | 5 de julio de 2014        |
| Joseph convence a Anne para que regrese a su hogar en Hong Kong. El grupo Joestar se detiene en un pueblo cercano envuelto en niebla. Cuando el grupo se encuentra con un cuerpo tirado en la calle lleno de agujeros sin sangre, sospechan que un usuario de Stand está involucrado. Sintiendo que deberían abandonar la ciudad, Joseph salta hacia lo que él cree que es su automóvil, solo para evitar por poco ser atravesado por una puerta con púas. Enya, quién dice ser una anciana inocente, los lleva a un hotel cercano. Hol Horse aparece en el hotel después de haber rastreado al grupo Joestar. Sin embargo, Enya se venga de él por abandonar a J. Geil y ataca su muñeca con unas tijeras antes de usar su Stand Justice, que toma la forma de la propia niebla, para hacer un agujero en su herida. Luego, Justice entra en la herida para hacer que Hol Horse se dispare a sí mismo con Emperor. Enya luego pone su mirada en su próximo objetivo, Polnareff, el cual se ha separado de los demás. |              | |                                   |                   |                           |
| 41 | 15           | «Justice, parte 2» Transcripción: «Jasutisu Sono 2» (en japonés: 正義 その2)                                                  | Hirofumi Ogura                    | Shinichi Inotsume | 12 de julio de 2014       |
| Enya intenta esconder el cuerpo de Hol Horse de Polnareff. Hol Horse, que todavía está vivo, alerta a Polnareff de que Enya está a punto de atacarlo. Enya usa su niebla para controlar a los civiles muertos de la aldea como zombis y perseguir a Polnareff, quien se retira al baño. Polnareff recibe un ataque sorpresa a través de la cerradura de la puerta del baño, lo que le permite a Justice tomar el control de su lengua y obligarlo a lamer el inodoro con humillación. Enya es interrumpida por Jotaro, quien sospecha que algo andaba mal cuando ella se refiere a él por su nombre real, ya que todos usaron nombres falsos al firmar el libro de contabilidad del hotel. Enya inflige una herida en la pierna de Jotaro, pero Star Platinum inhala la forma de niebla de Justice, asfixiando a Enya hasta que se desmaya. Saliendo del hotel, Se revela que el pueblo es un cementerio y Jotaro sugiere que se lleven a Enya con ellos para aprender más sobre DIO. Hol Horse secuestra el auto y aconseja al grupo que maten a Enya mientras puedan. |              | |                                   |                   |                           |
| 42 | 16           | «Lovers, parte 1» Transcripción: «Rabāzu Sono 1» (en japonés: 恋人 その1)                                                     | Shunsuke Machiya Hitomi Ezoe      | Kazuyuki Fudeyasu | 19 de julio de 2014       |
| Ahora, viajando en carruaje tirado por caballos, el grupo Joestar se detiene en una tienda de kebab en Karachi. El dueño de la tienda, Steely Dan, activa los brotes de carne de DIO en el cuerpo de Enya con su Stand microscópico, Lovers, para evitar que ella revele la verdad sobre el Stand de DIO. Luego, Lovers ingresa al cerebro de Joseph, donde hace que cualquier dolor infligido a Steely Dan se amplifique y se envíe a Joseph. También comienza a implantar un brote de carne que matará a Joseph en diez minutos. Aunque enojado, Jotaro se contiene mientras satisface los caprichos de Steely Dan para evitar que Joseph resulte herido. Joseph usa Hermit Purple para hacer una foto espiritual que muestra el interior de su cerebro, lo que permite a Kakyoin y Polnareff encoger sus Stands para entrar en su cuerpo y localizar a Lovers para salvarle la vida. |              | |                                   |                   |                           |
| 43 | 17           | «Lovers, parte 2» Transcripción: «Rabāzu Sono 2» (en japonés: 恋人 その2)                                                     | Jirō Fujimoto                     | Kazuyuki Fudeyasu | 26 de julio de 2014       |
| En el cerebro de Joseph, Lovers usa las células cerebrales de Joseph para disfrazarse de Hierophant Green y luego hace varios clones de sí mismo, dejando a Kakyoin y Polnareff incapaces de determinar cuál es el Stand verdadero. Mientras tanto, Steely Dan humilla, golpea y obliga a Jotaro a robar en una joyería, todo mientras toma notas para que Steely Dan pague más tarde. En el cerebro de Joseph, Hierophant Green encuentra y ataca al verdadero Lovers con sus tentáculos y lo obliga a salir del cuerpo de Joseph con un Emerald Splash, lo que le da a Joseph la oportunidad de destruir el brote de carne en su cerebro con Hamon. Al darse cuenta de que ha sido derrotado, Steely Dan intenta desviar la atención de Jotaro para que Lovers pueda entrar en él, pero es rápidamente descubierto y atrapado por Star Platinum. En desesperación, Steely Dan intenta que Lovers entre en la oreja de una niña, pero el tentáculo de Hierophant Green lo detiene, el cual estaba unido a la pierna de Lovers antes de que escapara del cerebro de Joseph. Esto detiene los movimientos de Steely Dan por completo, lo que permite que Star Platinum golpee brutalmente a Steely Dan como venganza por todo lo que le hizo pasar. |              | |                                   |                   |                           |
| 44 | 18           | «Sun» Transcripción: «San» (en japonés: 太陽)                                                                                 | Yasufumi Soejima                  | Naokatsu Tsuda    | 2 de agosto de 2014       |
| El grupo Joestar recorre el desierto de Arabia en camellos. Mucho tiempo después, se dan cuenta de que el sol todavía está en el cielo a las 8 de la noche. Con la temperatura aumentando rápidamente, el grupo se da cuenta de que lo que pensaban que era el sol es en realidad el Stand llamado Sun. Kakyoin intenta calcular la distancia de Sun con Hierophant Green, pero es atacado, lo que también arruina su suministro de agua. Star Platinum cava un hoyo en el suelo para darles sombra. Kakyoin revela haber encontrado al responsable luego de demostrar que una roca era idéntica a la que se encontraba a la par, y cuando Jotaro lanza una piedra, una grieta se produce en el cielo para luego destrozarse en varios cristales, devolviendo el cielo nocturno con Sun, el Stand enemigo, derrotado. El grupo se acerca hacia donde había sido lanzado la piedra para encontrar al usuario del Stand, Arabia Fats noqueado detrás de un espejo que había usado para que no le detectasen. |              | |                                   |                   |                           |
| 45 | 19           | «Death 13, parte 1» Transcripción: «Desu Sātīn Sono 1» (en japonés: 死神13 その1)                                             | Toshiyuki Katō                    | Shōgo Yasukawa    | 9 de agosto de 2014       |
| Kakyoin sueña que está en un parque de diversiones desierto con un perro, el cual muere cuando el Stand Death Thirteen, ataca. Después de que Polnareff lo despertará, Kakyoin no recuerda el corte en su mano. Kakyoin tiene una sensación de familiaridad cuando ve al perro que vio en sus sueños asesinado de la misma manera. Más tarde, Joseph acepta a regañadientes llevar a un bebé enfermo llamado Mannish Boy al hospital en la avioneta que compró. Durante el vuelo, tanto Kakyoin como Polnareff se quedan dormidos y se encuentran en el mismo sueño del parque de diversiones. Ambos son atacados por Death Thirteen, y descubren que no pueden convocar a sus Stands para contraatacar. Antes de que Death Thirteen le dé un golpe mortal a Polnareff, Joseph lo despierta, dejando a Kakyoin en el sueño. Mientras tanto, Kakyoin se retuerce mientras duerme y hace que Joseph estrelle el avión. Mientras el equipo instala el campamento, Kakyoin ve que se ha cortado las palabras “Baby Stand” en su brazo durante el sueño, y se da cuenta de que el bebé es el usuario del Stand, pero no logra convencer a los demás. |              | |                                   |                   |                           |
| 46 | 20           | «Death 13, parte 2» Transcripción: «Desu Sātīn Sono 2» (en japonés: 死神13 その2)                                             | Naokatsu Tsuda Shigatsu Yoshikawa | Shōgo Yasukawa    | 16 de agosto de 2014      |
| Las sospechas de Kakyoin de que Mannish Boy es un usuario de Stand se confirman después de que ve a Mannish Boy matar hábilmente a un escorpión mientras oculta la evidencia. Después de no poder convencer a todos, Kakyoin intenta atacar a Mannish Boy con Hierophant Green, pero Polnareff lo noquea. Cuando se quedan dormidos, Jotaro, Joseph y Polnareff aparecen en el parque de diversiones de ensueño donde todos están sujetos a los caprichos de Death Thirteen. Ya que Kakyoin invocó a Hierophant Green antes de que lo noquearan, trae a Hierophant Green al mundo de los sueños para luchar contra Death Thirteen. Mannish Boy intenta usar el mundo de los sueños a su favor y cortar a Hierophant por la mitad, pero Kakyoin se las arregla para hacer ingresar a su stand en la oreja de su oponente, y obligarlo a curar su heridas y aceptar la derrota. A la mañana siguiente, todos despiertan olvidando lo que habían soñado, siendo Kakyoin el único consciente de lo sucedido y decide dejar a Mannish Boy en el pueblo más cercano. Kakyoin mezcla las heces de Mannish Boy con la comida que Joseph le da de comer más tarde. Mientras el grupo cruza el Mar Rojo, Joseph se desvía hacia una isla para encontrarse con alguien importante. |              | |                                   |                   |                           |
| 47 | 21           | «Judgement, parte 1» Transcripción: «Jajjimento Sono 1» (en japonés: 審判 その1)                                              | Yūta Takamura                     | Yasuko Kobayashi  | 23 de agosto de 2014      |
| El grupo Joestar llega a una isla junto al Mar Rojo que se dice que está habitada por el padre de Avdol. Solo en la orilla de la isla, Polnareff descubre una lámpara envejecida. Después de frotarla, aparece un genio llamado Cameo, el cual le concederá tres deseos a Polnareff. Polnareff se muestra escéptico hasta que su deseo de dinero hace que aparezca cerca un cofre del tesoro lleno de monedas de oro. Preguntándose si sus deseos pueden resucitar a la gente, Polnareff desea que su hermana Sherry y Avdol puedan volver a la vida. Sherry parece resucitar, pero revive como uns depredadora voraz que ataca brutalmente a Polnareff para consumir su carne. Cameo explica que en realidad es el Stand Judgement, el cual puede crear criaturas parecidas a zombis de la tierra basado en los deseos de una persona. Polnareff, aterrorizado, utiliza su último deseo para hacer que su hermana desaparezca. Sin embargo, Cameo le dice con regocijo a Polnareff que ya ha usado su tercer deseo para revivir a Avdol. |              | |                                   |                   |                           |
| 48 | 22           | «Judgement, parte 2» Transcripción: «Jajjimento Sono 2» (en japonés: 審判 その2)                                              | Hitomi Ezoe Kenichi Suzuki        | Yasuko Kobayashi  | 30 de agosto de 2014      |
| Correspondiendo con el tercer deseo de Polnareff, Judgement genera un muñeco de Avdol, el cual toma vida rápidamente y se une a la falsa Sherry al atacar a Polnareff para comerse su carne. El Avdol verdadero, quien había sobrevivido del encuentro ante Hol Horse ya que la bala solo rozó la carne, salva a Polnareff de los de muñecos de arcilla de Avdol y Sherry. Luego de ello, se enfrentan a Judgement, con el cual parece complicarse la situación, pero Avdol saca todo el poder de Magician's Red y disipa al Stand. Polnareff y Avdol encuentra un pedazo de bambú que salía del suelo, conjeturando que el enemigo se encontraba escondido allí. Polnareff arroja arañas y barro para dificultar la respiración, y hasta terminan orinando dentro del conducto, lo que fuerza a Cameo abandonar su escondite y salir a la superficie. Después de reunirse con el grupo, Joseph le revela que no enterró a Avdol, sino que atendió sus heridas. Kakyoin explica que mantuvo a Avdol en secreto de Polnareff para evitar que DIO se enterara. Avdol revela además que se había disfrazado de su padre para comprar un submarino para el grupo. |              | |                                   |                   |                           |
| 49 | 23           | «High Priestess, parte 1» Transcripción: «Hai Puriesutesu Sono 1» (en japonés: 女教皇 その1)                                  | Satoshi Ōsedo                     | Shinichi Inotsume | 6 de septiembre de 2014   |
| El grupo Joestar comienza su viaje bajo el Mar Rojo a través de un submarino. En el camino, Joseph llama a su esposa Suzi Q, [p] quien no está al tanto de sus circunstancias, asegurándose de que no viaje a Japón para ver cómo está Holly, cuya condición continúa empeorando. Justo cuando se acercan a la costa egipcia, Joseph es atacado repentinamente por el Stand High Priestess, el cual tiene la habilidad de transformarse en cualquier sustancia mineral. A medida que el submarino desciende al caos por los ataques del Stand, comienza a filtrarse y hundirse. Jotaro responde a otra llamada de Suzi Q, quien se preocupa por lo que escucha. Con el submarino en el fondo del océano y con poco oxígeno, Jotaro intenta aplastar a High Priestess con Star Platinum, pero escapa transformándose en una navaja. Incapaz de atacar directamente a High Priestess, el grupo intenta escapar a la superficie mientras Suzi Q y su mayordomo Roses se preparan para volar a Japón. |              | |                                   |                   |                           |
| 50 | 24           | «High Priestess, parte 2» Transcripción: «Hai Puriesutesu Sono 2» (en japonés: 女教皇 その2)                                  | Shunsuke Machiya Naokatsu Tsuda   | Shinichi Inotsume | 13 de septiembre de 2014  |
| Después de encontrar algunos equipos de buceo, Joseph les da a todos una lección rápida antes de que el grupo se prepare para huir del submarino. Cuando salen del submarino, descubren que High Priestess se ha disfrazado de la reguladora de Polnareff y lo ataca. Sin embargo, Joseph y Kakyoin salvan a Polnareff usando sus Stands. Todos se van a salvo y mientras nadan a través de algunas rocas, descubren que High Priestess se ha disfrazado del fondo marino, succionándolos dentro de su boca. Mientras la usuaria del Stand, Midler, se regodea desde la superficie, el grupo la halaga, tratando de apelar a su vanidad, pero esto solo sirve para enfadarla aún más. Ella trata de aplastar a Jotaro entre los dientes de High Priestess. Jotaro rompe los dientes con Star Platinum. El grupo escapa de la boca de High Priestess y llega a la superficie, donde encuentran a Midler incapacitada (y desfigurada) como resultado del ataque de Jotaro. Treinta días después de dejar Japón y derrotar a muchos de los asesinos de DIO, el grupo Joestar finalmente llega a Egipto. Jotaro y Joseph le aseguran a Suzi Q su seguridad antes de continuar su búsqueda de DIO. Mientras tanto, DIO ha convocado a nueve usuarios más de Stand. |              | |                                   |                   |                           |

### Stardust Crusaders: Battle in Egypt(2015)
| N.º en serie | N.º en temp. | Título | Dirigido por                                       | Escrito por       | Fecha de emisión original |
| --- | ------------ | --- | -------------------------------------------------- | ----------------- | ------------------------- |
| 51 | 25           | «Iggy de The Fool y N'Doul de Geb, parte 1» Transcripción: «"Za Fūru" no Igī to "Gebushin" no Ndūru Sono 1» (en japonés: 「愚者」のイギーと「ゲブ神」のンドゥール その1) | Kenichi Suzuki                                     | Yasuko Kobayashi  | 9 de enero de 2015        |
| Dos representantes de la Fundación Speedwagon traen un perro usuario de Stand llamado Iggy al grupo de Jotaro, cuyo Stand The Fool controla la arena. Joseph también es informado de la situación de Holly y se entera de que le quedan dos semanas de vida. Un Stand a base de agua llamado Geb emerge de la cantimplora utilizada por los representantes de la Fundación Speedwagon y mata a los dos representantes. El grupo de Jotaro intenta esconderse de Geb, solo para viajar a través de la arena y sorprenderlos, hiriendo los ojos de Kakyoin. El grupo se esconde en su automóvil cuando se dan cuenta de que N'Doul, el usuario de Stand que no pueden ver, está usando el sonido para encontrarlos. Geb empuja el auto hacia la arena para matar al grupo, pero Iggy, al sentir el ataque y la posición de N'Doul a cuatro kilómetros de distancia, huye del auto. |              | |                                                    |                   |                           |
| 52 | 26           | «Iggy de The Fool y N'Doul de Geb, parte 2» Transcripción: «"Za Fūru" no Igī to "Gebushin" no Ndūru Sono 2» (en japonés: 「愚者」のイギーと「ゲブ神」のンドゥール その2) | Taisuke Mamori Toshiyuki Katō                      | Yasuko Kobayashi  | 16 de enero de 2015       |
| Avdol intenta tenderle una trampa a Geb, pero N'Doul se da cuenta en el último segundo. Geb evita un ataque de Magician's Red y hiere a Avdol. Al darse cuenta de que Iggy puede detectar el ataque de N'Doul, Jotaro lo obliga a convocar a The Fool, que puede deslizarse. A medida que se acercan, tanto la terquedad de Iggy como la astucia de N'Doul ponen en riesgo a Jotaro. Star Platinum agarra a Iggy y lo lanza en dirección a N'Doul, lo que obliga a Iggy a protegerse con The Fool y al mismo tiempo crea una distracción lo suficientemente larga como para que Star Platinum lastime a N'Doul. N'Doul se suicida mediante el uso de Geb para que no pueda ser interrogado sobre los planes de DIO. En otra parte, un artista de manga ambulante pide ver el libro de historietas de Boingo, titulado Oingo Boingo Brothers Adventure y descubre su extraño contenido, pero el hermano mayor de Boingo, Oingo, lo asusta. Los hermanos se preparan para dirigirse a Asuán para enfrentarse al grupo de Jotaro, pero deciden esperar el próximo autobús, ya que pronto se revela que el cómic de Boingo había predicho la muerte del artista. |              | |                                                    |                   |                           |
| 53 | 27           | «Oingo de Jnum y Boingo de Thot» Transcripción: «"Kunumu-shin" no Oingo to "Toto-shin" no Boingo» (en japonés: 「クヌム神」のオインゴと「トト神」のボインゴ)             | Hitomi Ezoe                                        | Kazuyuki Fudeyasu | 23 de enero de 2015       |
| Cuando el grupo Joestar llega a Asuán para llevar a Kakyoin y Avdol al hospital, son el objetivo de los asesinos de DIO, Oingo, cuyo Stand Khnum cambia su rostro, y Boingo, cuyo Stand Tohth es un historieta que predice el futuro cercano. Thoth predice que Jotaro, Joseph y Polnareff beberán té envenenado. Oingo envenena el té del grupo, pero mientras lo beben, el grupo lo escupe cuando Iggy causa una conmoción. Thoth predice que Oingo robará a un hombre y que la cabeza de Jotaro se dividirá en dos por una bomba que Oingo plantó que parece una naranja cuando se dirige al hospital. Oingo roba al hombre y coloca la bomba en el automóvil del grupo, pero se ve obligado a disfrazarse de Jotaro cuando lo toma por sorpresa el regreso de Joseph y Polnareff, ya que Jotaro se dirigió al hospital antes que ellos. Oingo viaja en el auto con Joseph y Polnareff. Pronto se da cuenta de que, disfrazado de Jotaro, sería la víctima de la bomba. Oingo escapa del coche para volver a cambiar. Polnareff desecha la bomba y Oingo la pisa, hiriéndolo. Boingo es hospitalizado por unos matones contratados por el hombre que Oingo había asaltado con anterioridad. |              | |                                                    |                   |                           |
| 54 | 28           | «Anubis, parte 1» Transcripción: «"Anubisu-shin" Sono 1» (en japonés: 「アヌビス神」その1)                                                                               | Jirō Fujimoto                                      | Shinichi Inotsume | 30 de enero de 2015       |
| Ya que Kakyoin necesita pasar unos días más en el hospital para curarse los ojos, los demás continúan a través del río Nilo en barco hasta Kom Ombo. Mientras tanto, un joven llamado Chaka descubre el Stand con forma de espada Anubis. Cuando Chaka saca a Anubis de su vaina, Anubis se mueve solo repentinamente, matando a la familia de Chaka. Declara a Chaka como su maestro y lo envía a perseguir al grupo de Jotaro. Chaka y Anubis se enfrentan a Polnareff, y Polnareff lucha contra la capacidad de Anubis de atravesar cualquier cosa para alcanzar su objetivo. Cuando Chaka intenta un ataque sorpresa, Polnareff usa una técnica secreta para desviar un trozo de la espada de Silver Chariot hacia el cuello de Chaka, dejándolo inconsciente. Cuando Polnareff inspecciona la espada por sí mismo, estaba a punto de dejarse llevar por su influencia antes de que Jotaro y los demás llegarán. Mientras Jotaro y Polnareff pasan por una barbería de camino a llevar la espada a una estación de policía, Anubis posee al barbero de la tienda, Khan, quien se prepara para matar a Polnareff. |              | |                                                    |                   |                           |
| 55 | 29           | «Anubis, parte 2» Transcripción: «"Anubisu-shin" Sono 2» (en japonés: 「アヌビス神」その2)                                                                               | Toshiyuki Katō                                     | Shinichi Inotsume | 6 de febrero de 2015      |
| Polnareff tiene problemas al defenderse de Khan, después de que Anubis haya memorizado todos los movimientos anteriores de Silver Chariot. Star Platinum parte a Anubis por la mitad, liberando a Khan de su control. Pero mientras Jotaro y Polnareff planean arrojar la espada al Nilo, un oficial de policía interfiere. Polnareff, sin darse cuenta, desenfunfa a Anubis y queda poseído. Jotaro tiene problemas para luchar contra Anubis, quien no solo posee la velocidad y las habilidades del Stand de Polnareff, sino también el conocimiento de cada movimiento que Star Platinum usa contra él. Anubis apuñala el estómago de Jotaro y procede a empujarlo aún más, pero Jotaro aprovecha esta oportunidad para sujetarlo en su lugar mientras Star Platinum lo rompe en pedazos. Anubis posee a un niño con la mitad restante de la espada e intenta que el niño se la arroje a Polnareff. Iggy hace tropezar al chico, lo que provoca que Anubis termine en el fondo del río Nilo. |              | |                                                    |                   |                           |
| 56 | 30           | «Mariah de Bastet, parte 1» Transcripción: «"Basuteto-joshin" no Maraia Sono 1» (en japonés: 「バステト女神」のマライア その1)                                           | Shigatsu Yoshikawa                                 | Shōgo Yasukawa    | 13 de febrero de 2015     |
| Kakyoin es informado que la Fundación Speedwagon se está haciendo cargo de su tratamiento médico, lo que permitirá que sus ojos se curen más rápido. Mientras tanto, cuando el grupo de Jotaro llega a Luxor, Joseph es electrocutado por Bastet, un Stand disfrazado de enchufe eléctrico. Joseph decide que el grupo se quede en Luxor a pasar la noche. A la mañana siguiente, Joseph rápidamente se da cuenta de que se ha convertido en un imán humano como resultado de la descarga, lo que hace que cualquier cosa metálica se convierta en un arma potencialmente letal para él. Joseph queda atrapado en una escalera mecánica por la usuaria de Bastet, Mariah, lo que hace que casi le corten las manos en la plataforma de aterrizaje. Avdol lo rescata pero también cae bajo la influencia de Bastet. Mientras Joseph y Avdol persiguen a Mariah, su magnetismo los une. |              | |                                                    |                   |                           |
| 57 | 31           | «Mariah de Bastet, parte 2» Transcripción: «"Basuteto-joshin" no Maraia Sono 2» (en japonés: 「バステト女神」のマライア その2)                                           | Yūta Takamura                                      | Shōgo Yasukawa    | 20 de febrero de 2015     |
| Joseph y Avdol intentan separarse el uno del otro, enfrentando todo tipo de humillación en el proceso, solo para terminar atrapados en una vía férrea mientras un tren se aproxima. Magician's Red hace un agujero debajo de las vías antes de que sean atropelladas, lo que permite que Avdol y Joseph escapen. A pesar de estar agobiados por una variedad cada vez mayor de objetos metálicos, Joseph y Avdol se enfrentan a Mariah en un ataque de pinza, pero quedan atrapados en una trampa cuando ella activa varios cables de alimentación sueltos que son atraídos por su magnetismo. Sin embargo, el dúo utiliza su magnetismo para su propio beneficio, aplastando todos los huesos de Mariah con su peso combinado hasta que se desmaya y anula su poder. Mientras tanto, otro usuario de Stand, Alessi, fija su mirada en Jotaro, Polnareff e Iggy. |              | |                                                    |                   |                           |
| 58 | 32           | «Alessi de Seth, parte 1» Transcripción: «"Seto-shin" no Aresshī Sono 1» (en japonés: 「セト神」のアレッシー その1)                                                      | Kentarō Fujita                                     | Kazuyuki Fudeyasu | 27 de febrero de 2015     |
| Mientras Jotaro, Polnareff e Iggy van en busca de Joseph y Avdol, quienes están ocupados con su batalla con Mariah, son seguidos por Alessi, quien usa el poder del Stand Sethan, el cual reside en su sombra para convertir a Polnareff en un niño. Junto con su estatura más pequeña, la mente de Polnareff también comienza a revertirse a medida que pierde gradualmente sus recuerdos de adulto. Incapaz de pedirle ayuda a Jotaro, Polnareff solo puede defenderse de Alessi usando Silver Chariot, quien también se ve afectado por el poder de Sethan. Apenas logrando escapar de Alessi después de que la espada de Silver Chariot golpea su cuello por casualidad, Polnareff es recogido por una mujer joven que lo lleva a su casa para tratar sus heridas. Alessi ataca a Polnareff mientras se baña. |              | |                                                    |                   |                           |
| 59 | 33           | «Alessi de Seth, parte 2» Transcripción: «"Seto-shin" no Aresshī Sono 2» (en japonés: 「セト神」のアレッシー その2)                                                      | Yasufumi Soejima                                   | Kazuyuki Fudeyasu | 6 de marzo de 2015        |
| Alessi intenta ahogar a Polnareff en el baño, solo para que sus instintos corporales lo salven en el último segundo. Al descubrir que Alessi había usado su poder para convertir a la mujer en un feto que morirá en poco tiempo, Polnareff intenta escapar con ella, volviéndose aún más joven cada vez que toca la sombra de Sethan. Conducido a un dormitorio, Polnareff usa una pecera, una pelota y un espejo para esconderse y dejar caer a Alessi, quien pronto termina frente a Jotaro. Alessi golpea a Jotaro con la sombra de Sethan, solo para descubrir que Jotaro todavía era poderoso y despiadado cuando era niño. Jotaro noquea a Alessi para cancelar la maldición del rejuvenecimiento antes de que él y Polnareff tomen venganza. Aliviado de encontrar a la mujer restaurada, Polnareff decide mantener su identidad en secreto antes de que él y Jotaro se reúnan con el resto del grupo. Al crear otra foto espiritual con Hermit Purple, Joseph determina que el escondite de DIO está en El Cairo. |              | |                                                    |                   |                           |
| 60 | 34           | «D'Arby el apostador, parte 1» Transcripción: «Dābī Za Gyanburā Sono 1» (en japonés: ダービー·ザ·ギャンブラー その1)                                                     | Yūta Takamura                                      | Shōgo Yasukawa    | 13 de marzo de 2015       |
| Al llegar a El Cairo, el grupo Joestar se dirige a un café donde uno de los asesinos de DIO, un apostador llamado Daniel J. D'Arby, dice saber dónde está la mansión de DIO y sugiere una apuesta amistosa por su información con sus almas en la línea. Polnareff va primero y los dos apuestan a cuál de los dos trozos de pescado iría primero un gato. Polnareff pierde y el Stand de D'Arby, Osiris roba el alma de Polnareff y la implanta en una ficha de póquer, y se revela que el gato es la mascota de D'Arby. Joseph ofrece su alma en una apuesta contra D'Arby. Apuestan a ver quién hace que un vaso lleno hasta el borde se desborde tirando monedas en él. En su turno, Joseph intenta hacer trampa dejando caer más líquido en el vaso, sabiendo que se desbordará en el turno de D'Arby, pero D'Arby pone fácilmente su moneda. Joseph inconscientemente admite la derrota, dejando que D'Arby robe su alma. Jotaro descubre que D'Arby había usado un pequeño trozo de chocolate para cambiar la forma en que el vaso parecía estar lleno y dejar que se derritiera. Jotaro decide enfrentarse a D'Arby a continuación y vencerlo en el póquer. |              | |                                                    |                   |                           |
| 61 | 35           | «D'Arby el apostador, parte 2» Transcripción: «Dābī Za Gyanburā Sono 2» (en japonés: ダービー·ザ·ギャンブラー その2)                                                     | Hitomi Ezoe                                        | Shōgo Yasukawa    | 20 de marzo de 2015       |
| D'Arby prepara su juego de póquer y el de Jotaro dividiendo las almas de Polnareff y Joseph en seis fichas de póquer, cada una de las cuales usará para apostar, y le da a Jotaro seis fichas para representar su propia alma. Jotaro elige a un chico cerca del café para que haga reparta por ellos, sin saber que todos los que están dentro y cerca del café están empleados por D'Arby. Jotaro pierde tres fichas en su primera mano contra D'Arby, y en la segunda mano D'Arby recibe cuatro reyes. Jotaro, sin mirar sus cartas, apuesta toda su alma y la de Avdol. D'Arby ve la apuesta de Jotaro y la sube, apostando el resto del alma de Jotaro y todas las almas de Joseph y Polnareff. Jotaro apuesta el alma de Kakyoin y luego aumenta con el alma de su madre Holly para conocer el secreto del Stand de DIO. D'Arby, al no estar seguro de si Jotaro está haciendo trampa y ser incapaz de igualar la apuesta, se retira mentalmente a medida que se vuelve catatónico, lo que le impide proporcionar información sobre DIO. Se liberan todas las almas que ganó en las apuestas. Avdol se da cuenta de que a Jotaro le habían repartido una mala mano. |              | |                                                    |                   |                           |
| 62 | 36           | «Hol Horse y Boingo, parte 1» Transcripción: «Horu Hōsu to Boingo Sono 1» (en japonés: ホル·ホースとボインゴ その1)                                                      | Shunsuke Machiya                                   | Yasuko Kobayashi  | 27 de marzo de 2015       |
| Días antes de que el grupo Joestar llegue a El Cairo, Hol Horse es testigo del poder de DIO mientras se le da una última oportunidad de redimirse. Hol Horse se asocia con Boingo, a quien secuestró de Asuán, y convence a Boingo de acabar con el grupo Joestar junto con él. Mientras tanto, mientras el grupo de Jotaro intenta encontrar información sobre el escondite de DIO, Joseph se entera de que la condición de Holly ha empeorado y solo le quedan unos días de vida. Thoth le da a Hol Horse una predicción absurda de que tendrá la oportunidad de matar al grupo metiendo los dedos en la nariz de Polnareff. Polnareff sorprende a Hol Horse, lo que le obliga a seguir adelante con la predicción. Pero a medida que los demás se acercan, Hol Horse no está seguro de cómo se supone que se cumplirá el resto de la profecía. |              | |                                                    |                   |                           |
| 63 | 37           | «Hol Horse y Boingo, parte 2» Transcripción: «Horu Hōsu to Boingo Sono 2» (en japonés: ホル·ホースとボインゴ その2)                                                      | Taisuke Mamori                                     | Yasuko Kobayashi  | 3 de abril de 2015        |
| Hol Horse sostiene a Polnareff a punta de pistola para esconderse de Jotaro y los demás, pero Polnareff sale de la situación estornudando. Al quedar expuesto, Hol Horse derrama un poco de aceite de oliva, lo que hace que un camión se salga de control y golpee al grupo de Jotaro. Escondiéndose de Jotaro, el único que no quedó inconsciente por el accidente, Hol Horse y Boingo siguen la siguiente predicción de Thoth, que establece que las balas de Hol Horse atravesarán la frente de Jotaro después de ser disparadas a través del sistema de tuberías al mediodía. Sin embargo, disparan en el momento equivocado y el estornudo de Polnareff hace que Jotaro se aparte del camino de las balas. Luego, las balas se redirigen a través de la página cómica de Thoth que muestra la cara de Jotaro, hospitalizando a Hol Horse. Boingo también es hospitalizado cuando, sin darse cuenta, hace enojar a Iggy. |              | |                                                    |                   |                           |
| 64 | 38           | «Pet Shop, el guardián del infierno, parte 1» Transcripción: «Jigoku no Monban Petto Shoppu Sono 1» (en japonés: 地獄の門番 ペット·ショップ その1)                       | Shigatsu Yoshikawa                                 | Kenichi Suzuki    | 10 de abril de 2015       |
| El grupo llega a una asociación de mendigos, donde Avdol logra obtener ayuda de un informante para buscar el escondite de DIO. Mientras tanto, Iggy, que se ha ido solo otra vez, se encuentra con el escondite de DIO y descubre que está custodiado por un halcón sádico llamado Pet Shop que mató a dos perros grandes. El halcón mata al informante con un gran bloque de hielo antes de que pueda informar a los demás. Si bien Iggy fingió ser un perro tonto para no involucrarse, terminó salvando al joven dueño de los perros de Pet Shop. Obligado a huir de Pet Shop y los ataques de hielo de su Stand Horus, Iggy escapa a las alcantarillas, usando The Fool para contraatacar a Horus. Sin inmutarse, Pet Shop manifiesta completamente a Horus y congela sus heridas mientras evita que Iggy escape. |              | |                                                    |                   |                           |
| 65 | 39           | «Pet Shop, el guardián del infierno, parte 2» Transcripción: «Jigoku no Monban Petto Shoppu Sono 2» (en japonés: 地獄の門番 ペット·ショップ その2)                       | Jirō Fujimoto                                      | Kenichi Suzuki    | 17 de abril de 2015       |
| Habiendo sido atrapado por los ataques de hielo de Pet Shop, Iggy se ve obligado a morderse la pata delantera izquierda y escapar de las alcantarillas a través de su suministro de agua, usando a The Fool para esconderse en el fondo del río. Pet Shop se sumerge en el río detrás de Iggy y usa su hielo en un intento de aplastar la cúpula de Iggy. Excavando hacia abajo solo para encontrar a Pet Shop esperándolo, Iggy usa la presión de la cúpula que se derrumba detrás de él para correr hacia adelante y cerrar el pico de Pet Shop justo cuando prepara un misil de hielo, lo que hace que Pet Shop se destruya a sí mismo. Agotado por la pérdida de sangre y casi ahogado, Iggy es rescatado por el chico que protegió antes. Un Kakyoin recuperado se reúne con el grupo después de que un médico de la Fundación Speedwagon tratara las heridas de Iggy. Después de una breve pero alegre reunión, Iggy decide llevarlos a la mansión de DIO. |              | |                                                    |                   |                           |
| 66 | 40           | «D'Arby el jugador, parte 1» Transcripción: «Dābī Za Pureiyā Sono 1» (en japonés: ダービー·ザ·プレイヤー その1)                                                          | Yasufumi Soejima                                   | Kazuyuki Fudeyasu | 24 de abril de 2015       |
| El hermano menor de Daniel J. D'Arby, Terence T. D'Arby, revela su Stand Atum, el cual arrastra a Jotaro, Kakyoin y Joseph a un mundo ilusorio creado por el Stand de otro usuario. Allí, D'Arby revela que recolecta las almas de sus oponentes derrotados como su hermano, colocándolas en su colección de muñecas. Con Atum adjuntando una parte de sí mismo al alma de Jotaro antes, D'Arby desafía al trío a una serie de videojuegos con sus almas en juego. D'Arby primero desafía a Kakyoin en un videojuego de carreras, y ambos jugadores usan sus Stands para realizar técnicas avanzadas. Con la carrera cabeza a cabeza durante la mayor parte del recorrido, la pareja pronto entra en un túnel oscuro. El suspenso aumenta cuando ambos autos emergen del túnel y se demuestra que D'Arby todavía tiene la delantera. |              | |                                                    |                   |                           |
| 67 | 41           | «D'Arby el jugador, parte 2» Transcripción: «Dābī Za Pureiyā Sono 2» (en japonés: ダービー·ザ·プレイヤー その2)                                                          | Taisuke Mamori                                     | Kazuyuki Fudeyasu | 1 de mayo de 2015         |
| Kakyoin usa su nivel de poder más alto para sacar a D'Arby del curso, solo para darse cuenta de que, sin saberlo, lo ayudó a ganar, transfiriendo su alma a una de las muñecas de D'Arby. Jotaro se enfrenta a D'Arby en un videojuego de béisbol y apuesta su alma contra la de Kakyoin. Aunque Jotaro, que nunca antes había jugado un videojuego, elimina a dos de sus bateadores al comienzo, pronto descubre los controles de su tercer bateador y anota cuatro jonrones, aunque D'Arby usa un cambio de lanzador para capturar al tercer bateador de Jotaro. Mientras D'Arby pasa a la ofensiva, prediciendo los movimientos de Jotaro después de declarar sus bates y anotar tres jonrones, Joseph asume que D'Arby tiene el poder de leer la mente de las personas. El mismo Jotaro declara su próximo lanzamiento. |              | |                                                    |                   |                           |
| 68 | 42           | «Vanilla Ice, el miasma del vacío, parte 1» Transcripción: «Akū no Shōki Vanira Aisu Sono 1» (en japonés: 亜空の瘴気 ヴァニラ·アイス その1)                              | Shunsuke Machiya Eri Nagata                        | Shinichi Inotsume | 8 de mayo de 2015         |
| D'Arby usa Atum para leer si Jotaro está diciendo la verdad en forma de preguntas de sí o no. A pesar de que el alma de Jotaro no miente sobre su lanzamiento, sus lanzamientos resultan ser diferentes de lo esperado. Esto lleva a D'Arby a sospechar que Jotaro de alguna manera está haciendo trampa. Desconocido para D'Arby, Joseph estaba usando Hermit Purple en el controlador del juego. D'Arby admite inconscientemente la derrota y libera el alma de Kakyoin. Jotaro golpea a D'Arby, abriendo una salida de la sala de juegos. Mientras tanto, la mano derecha de DIO, Vanilla Ice se decapita a sí mismo para que DIO pueda usar su sangre para completar su asimilación del cuerpo de Jonathan. DIO usa su propia sangre para devolverle la vida a Vanilla Ice, afirmando que obtendrá sangre de otra persona y lo enviará a atacar a los intrusos. Mientras tanto, Polnareff, Avdol e Iggy se aventuran dentro de la mansión. Iggy usa The Fool para derrotar a un usuario de Stand llamado Kenny G, lo que detiene las ilusiones creadas por su Stand Tenore Sax, que convertía la mansión en un laberinto. Avdol muere cuando empuja a Polnareff e Iggy lejos del Stand de Vanilla Ice, Cream, el cual desintegra todo lo que entra en el vacío dentro de su boca.                                                         |              | |                                                    |                   |                           |
| 69 | 43           | «Vanilla Ice, el miasma del vacío, parte 2» Transcripción: «Akū no Shōki Vanira Aisu Sono 2» (en japonés: 亜空の瘴気 ヴァニラ·アイス その2)                              | Yūta Takamura                                      | Shinichi Inotsume | 15 de mayo de 2015        |
| Vanilla Ice ha desintegrado a Avdol y ahora tiene como objetivo a Polnareff e Iggy . Un Polnareff enfurecido envía a Silver Chariot para atacar a Vanilla Ice, pero este último desaparece para evitar la mayor parte de la ráfaga de estocadas de Silver Chariot. En un esfuerzo por golpear a su enemigo, Silver Chariot causa suficiente daño para que la otra mitad del grupo Joestar puede sentir temblores. Al darse cuenta de que Cream se ha convertido en una bola de destrucción invencible e invisible que vuela tras ellos, Polnareff e Iggy deben huir. Vanilla Ice usa Cream para evitar que lleguen a DIO mientras destruye ciegamente la mayor parte de la mansión. Cream limita el movimiento de Polnareff borrando parte de su pie. Escondidos en la confusión, Iggy usa una réplica de arena de DIO para atraer a Vanilla Ice a una falsa sensación de seguridad para atacar, pero él ve a través del engaño y procede a atacar a Iggy en un ataque de ira. Polnareff usa la arena sobrante de Iggy para determinar la ubicación de Vanilla Ice y apuñalarlo en la boca. Vanilla Ice toma represalias haciendo que Cream borre parte de la mano, la pierna y la mejilla izquierdas de Polnareff mientras le rompe el brazo derecho. Vanilla Ice luego decide acabar con Polnareff, quien debe aceptar su muerte inminente. |              | |                                                    |                   |                           |
| 70 | 44           | «Vanilla Ice, el miasma del vacío, parte 3» Transcripción: «Akū no Shōki Vanira Aisu Sono 3» (en japonés: 亜空の瘴気 ヴァニラ·アイス その3)                              | Hitomi Ezoe                                        | Shinichi Inotsume | 22 de mayo de 2015        |
| Iggy usa The Fool para sacar a Polnareff del alcance de Cream antes de que muera a causa de sus heridas. Enojado por haber perdido a otro camarada, Polnareff ensarta a Vanilla Ice en la cabeza y le rompe el cuello. Si bien se revela que Vanilla Ice, sin saberlo, se convirtió en vampiro cuando DIO lo revivió, Polnareff explota la inexperiencia de Vanilla Ice destruyéndolo con la luz del sol. Mientras tanto, Suzi hace una visita a Japón para visitar a Holly, entendiendo completamente que la vida de Holly está en peligro y considerando que mantener a Jotaro y Joseph es la mejor manera en que puede ayudar. De vuelta en la mansión de DIO, Jotaro, Joseph y Kakyoin se encuentran con un vampiro llamado Nukesaku, el cual se ve obligado a llevar a los tres a DIO después de que su intento de disfrazarse de mujer inocente fracasara. Mientras tanto, Polnareff, después de haber curado sus heridas, se encuentra cara a cara con DIO. |              | |                                                    |                   |                           |
| 71 | 45           | «The World de DIO, parte 1» Transcripción: «DIO no Sekai Sono 1» (en japonés: DIOの世界 その1)                                                                           | Shigatsu Yoshikawa                                 | Shōgo Yasukawa    | 29 de mayo de 2015        |
| Polnareff hace repetidos intentos de subir las escaleras y se encuentra de nuevo donde empezó, dándose cuenta de que es el poder del Stand de DIO, The World. DIO se ve obligado a subir las escaleras cuando llegan Jotaro y los demás. El grupo alcanza el ataúd de DIO y obligan a Nukesaku a abrirlo. Nukesaku de repente se encuentra dentro del ataúd. Sintiendo una intención asesina detrás de ellos, el grupo Joestar escapa por la ventana. Después del atardecer, con Jotaro pegado a Polnareff, DIO secuestra la limusina de Wilson Phillips, un senador visitante, y obliga a Phillips a perseguir a Joseph y Kakyoin en la limusina. DIO hace que The World bloquee los ataques de Hierophant Green. Al determinar que The World es un Stand de corto alcance como Star Platinum, a Kakyoin se le ocurre un plan para descubrir el poder de The World. |              | |                                                    |                   |                           |
| 72 | 46           | «The World de DIO, parte 2» Transcripción: «DIO no Sekai Sono 2» (en japonés: DIOの世界 その2)                                                                           | Toshiyuki Katō                                     | Shōgo Yasukawa    | 5 de junio de 2015        |
| Kakyoin usa Hierophant Green para rodear a DIO con una red de cables que lo atacan automáticamente con Emerald Splash una vez tocado. Un segundo después, la barrera de Hierophant Green se derriba mientras DIO hiere fatalmente a Kakyoin. Kakyoin deduce la naturaleza de la habilidad de The World en sus momentos finales, usando lo último de su fuerza para usar un Emerald Splash para romper la esfera de un reloj como una pista para Joseph. Usando esta pista, Joseph descubre que DIO tiene el poder de detener el tiempo. Al darse cuenta de que hay algunos límites en el poder de DIO, Joseph conduce su Hamon a través de Hermit Purple para mantener a DIO a distancia y se apresura a advertir a Jotaro sobre The World. DIO alcanza a Joseph y detiene el tiempo lo suficiente como para apuñalarlo en el cuello con el lanzamiento de un cuchillo. Furioso, Jotaro ignora la advertencia de Joseph de mantener la distancia y, en cambio, se enfrenta a DIO en una batalla de Stand a corta distancia. |              | |                                                    |                   |                           |
| 73 | 47           | «The World de DIO, parte 3» Transcripción: «DIO no Sekai Sono 3» (en japonés: DIOの世界 その3)                                                                           | Taisuke Mamori Yūta Takamura Yasufumi Soejima      | Yasuko Kobayashi  | 12 de junio de 2015       |
| DIO detiene el tiempo para tratar de acabar con Jotaro, pero debido a que Star Platinum es el mismo tipo de Stand que The World, Jotaro parece poder percibirlo y moverse ligeramente, mientras el tiempo se detiene. DIO inicialmente asume que esto es un truco que Jotaro hizo al colocar un imán en DIO para mover los dedos de Jotaro, pero esto resulta ser un truco en sí mismo para hacer que DIO piense que Jotaro realmente no puede moverse. Jotaro usa Star Platinum para contraatacar durante el tiempo detenido. Al darse cuenta de que Jotaro solo puede moverse por un breve momento mientras el tiempo está detenido, DIO se mantiene fuera de su rango de ataque y ataca con cuchillos detenidos en el tiempo, dando algunos golpes a Jotaro, quien sobrevive escondiendo revistas debajo de su ropa. Mientras Jotaro se hace el muerto, Polnareff lanza un ataque sorpresa y casi destruye el cerebro de DIO, solo para que DIO detenga el tiempo y dirija su atención a Polnareff. Desviando la atención de DIO de Polnareff, Jotaro usa Star Platinum para detener su propio corazón, hasta que DIO se acerca a él, lo que le permite golpear el cráneo de DIO. DIO engaña a Jotaro para que lo golpee cerca de donde está Joseph. Luego drena la sangre de Joseph y asimila completamente el cuerpo de Jonathan.        |              | |                                                    |                   |                           |
| 74 | 48           | «Adiós al largo viaje, amigos míos» Transcripción: «Haruka naru Tabiji Saraba Tomo yo» (en japonés: 遥かなる旅路 さらば友よ)                                             | Shigatsu Yoshikawa Shunsuke Machiya Toshiyuki Katō | Yasuko Kobayashi  | 19 de junio de 2015       |
| La duración de la habilidad de The World ha aumentado como resultado de que DIO drena la sangre de Joseph. DIO detiene el tiempo y derriba una apisonadora encima de Jotaro. Jotaro detiene el tiempo en el último segundo y usa Star Platinum para romper la pierna de DIO. Star Platinum aplasta a The World en el mismo lugar que la pierna rota de DIO, destruyéndola a ella y a DIO en el proceso. Después de la batalla, Jotaro trabaja con la Fundación Speedwagon para revivir a Joseph transfundiendo la sangre que quedó en el cuerpo de Jonathan, que luego exponen a la luz del sol para asegurarse de que DIO quede completamente destruido. Con su viaje finalmente terminado, Polnareff regresa a Francia mientras Jotaro y Joseph regresan a casa con Holly, quien se está recuperando por completo. |              | |                                                    |                   |                           |